# Серенч
Серенч (венг. Szerencs) — город на северо-востоке Венгрии в 35 километрах от столицы медье — города Мишкольца. Население — 10 184 человека (2001).
Серенч — богатый архитектурными памятниками населенный пункт, включенный в список Всемирного Наследия. Местную крепость в 1556 году построил на фундаменте старинного монастыря бенедиктинского ордена комендант токайской крепости Ференц Немети. В XVIII в. семья графа Сирмаи перестроила крепость в крепостной замок. В наши дни в одном из крыльев крепости действует Земпленьский музей. В нём представлены крупнейшая в Венгрии коллекция почтовых открыток, состоящая более чем из 900 тысяч экземпляров, а также содержащая около 36 тысяч экземпляров коллекция экслибрисов. В готической реформатской церкви Серенча похоронен трансильванский князь Жигмонд Ракоци.

## Население
| Год  | Численность | Численность |
| ---- | ----------- | ----------- |
| 2013 | 9166        | [ 2 ]       |
| 2014 | 9130        | [ 3 ]       |
| 2021 | 8473        | [ 4 ]       |
| 2022 | 8389        | [ 5 ]       |
| 2023 | 8445        | [ 6 ]       |
| 2024 | 8360        | [ 1 ]       |

## Города-побратимы
- Гайзенхайм, Германия
- Мальхин, Германия
- Меркуря-Ниражулуй, Румыния
- Подгора, Хорватия
- Рожнява, Словакия
- Эсперанж, Люксембург